# Everything Counts
Az Everything Counts című dal a brit Depeche Mode 1983. július 11-én megjelent kislemeze a Construction Time Again című stúdióalbumról. A dal élő változata 1989-ben jelent meg a 101 című stúdióalbumon.

## Előzmények
A dal átmenet volt a csapat lírai dalai és az "Everything Counts" között, mely kifejezetten a kapzsiság, és korrupció kérdéseivel foglalkozik, mely a szövegekben is tükröződik a "grabbing hands" that "grab all they can" kijelentésekkel. Meglepő, de a dal akkor jelent meg, amikor a csapat nem volt hivatalosan leszerződve a Mute kiadóval. (Gore "Grabbing Hands Music" címen adta ki dalait). A dalban számos hangszer is szerepel, többek között xilofon is. 
Ez volt az első olyan dal, melyben a csapat mindkét énekese is szerepel. Dave Gahan a fő vokál vonalat énekli, míg Martin Gore a kórus vezető énekét énekli Alan Wilderrel együtt. Amikor a dalt élőben adták elő, a refrént a csapat összes tagja énekelte, kivéve Gahant, ahogyan az a dal videójában is megjelent. A dal számos élő változatban Alan Wilder éllendallamot énekel Dave Gahannek a második verzében a "The Graph" szót ismételve minden sor után.

## Élő előadások, és újrakiadások
A dal hamar a rajongók kedvence lett, és a Construction Time Again turnén nyitódalként használták. A dal élő változata, melyet a Some Great Reward turnén rögzítettek 1984-ben, felkerült a dupla A oldalas "Blasphemous Rumours / Somebody" kislemezre. A Music for the Masses turné során a banda az "Everything Counts"-t használta záró ráadásként, majd 1989-ben a dalt újra kiadták kislemezen live felvétellel, a 101 népszerűsítése érdekében. Minden élő felvételt 1988. június 18-án rögzítettek a Pasadena Rose Rowlban, a Music for the Masses turné záró előadásán. A dal ezen verziójában a tömeg még jóval a zene végeztével is énekli a refrént.
A dal klipje a Devotion című kiadványon is megjelent, valamint a Touring the Angel Live in Milan című DVD-n is. 
A dalt 2006-ban újrakeverték, és kiadták. Az Oliver Huntemann & Stephen Bodzin Dub remix a Martyr kislemez limitált kiadásán kapott helyett. A kiadatlan Oliver Hunte,amm & Stephan Bodzin remmix több vokális részt tartalmaz az eredeti változatból.

## Videoklip
Az "Everything Counts" klipjét Nyugat-Berlinben forgatták, melyet Clive Richardson rendezett. A zenekar visszatért Richardsonhoz, mivel nem voltak elégedettek Julien Temple munkáival, az A Broken Frame albumhoz tartozó kislemezek klipjeinél. Richardson két évvel korábban rendezte a Just Can't Get Enough klipjét. Alan Wilder szerint Julien Temple nem csak a hangzásukat, hanem az arculatukat is meg kívánta változtatni. Ezzel szemben Clive-nek rengeteg új ötlete volt a klipforgatásokkal kapcsolatban. Az eredeti videoklipben a marimbát, a melodicát és a shawmot Alan Wilder, Martin Gore és Andy Fletcher játssza. A shawmot viszont szintetizátor által vették fel, és ez hallatszik a stúdiófelvételen is. Azonban a zenekar az igazi shawmot használta fel a klipben és a televíziós előadásokban, show-műsorhoz. Ebben a videóban a frontember, Dave Gahan először tűnt szőke hajjal elveszítve korábbi eredeti fekete hajszínét.
Az "Everything Counts" (Live) videóját D.A. Pennebaker rendezte. A videó nem csak az élő előadás egyes részeit tartalmazza, hanem különféle utalásokat is a koncerten eladott áruk, és jegyeladásokkal kapcsolatosan, mely humorosan kapcsolódik a dal korrupciós és kapzsiság témájához.

## B oldal
Az élő újrakiadás B. oldalán a "Nothing" című dal élő változata hallható, mely a Music for the Mass egyik dala. A 12-es bakelit kiadványon a "Sacred" és az "A Question of Lust" élő változata is helyet kapott.
Az eredeti kiadás B. oldalán a "Work Hard" abból a szempontból figyelemre méltó, hogy ez az első Depeche Mode dal – kivéve az instrumentális dalokat – amely Martin Gore, és Alan Wilder nevéhez fűződik. Az egyetlen másik eset az 1986-os "Black day" amely a "Black Celebration2 alternatív változata. Ezek Gore, Wilder és Daniel Miller nevéhez fűződnek.

## Dalváltozatok

### Remixek
Az eredeti kiadáson csak egy remix volt található. A kislemez 12"-es bakelit verziója az "Everything Counts (In Larger Amounts)" nevet viseli, bár néha (például a Construction Time Again amerikai kiadásán) egyszerűen "Long Version"-ként emlegetik.
A kislemez élő újrakiadása azonban sok remixet tartalmaz. Annak ellenére, hogy a 7 és 12-es változatok nem tartalmaznak remixeket. Ez a kiadvány az első Depeche Mode kislemez, melyet 10 inches bakelit formátumban jelentettek meg. Ezen lemez A oldalán szerepel az "Absolut mix" amelyet Alan Moulder remixelt. Egyes változatok Alan Moulder néven hivatkoznak ezen remixekre. A B. oldalon az eredeti kiadás 12-es változata található meg, valamint egy "Reprise", mely a dal refrénjének 55 másodperces ismétlése, mely eredetileg az utolsó szám után került a Construction Time Again című albumra. Pontosabban ez az "Everything Counts (In Larger Amounts)" vége az ütem eltávolításával.
A limitált kiadású 12-es lemezen a "Bomb the bass mix" szerepel, melyet Tim Simeon és Mark Saunders remixeltek. Simeon később producerként közreműködött a csapat 1997-es Ultra című stúdióalbumon.

### B. oldalas remixek
Különféle dalok is megjelennek az "Everything Counts" kislemezeken. Az 1983-as 12"-es kiadás B. oldalán a "Work Hard" hosszú változatát tartalmazza "East End Remix" néven. 
A "Nothing" című dal két remixe is megjelenik az 1989-es kiadáson, köztük a "Remix Edit" (néha "US 7" Mixként is emlegetik, mivel ez volt az egyedüli, csak az Egyesült Államokban megjelent "Strangelove" kislemez 7" B-oldala 88") és Justin Strauss "Zip Hop Mixe".
A "Strangelove" remixe is megjelent limitált 12-es bakelitlemezen amit Tim Simeon és Mark Saunders "Highjack Mix"-ként emleget. Ők keverték az A oldal dalát is.

## Számlista

### 1983-as megjelenés
| 7": Mute / 7Bong3 (Egyesült Királyság) & Sire / 7-29482 (Egyesült Államok) 1. "Everything Counts" (3:58) 2. "Work Hard" (4:21) 12": Mute / 12Bong3 (Egyesült Királyság) & Sire / 0-20165 (Egyesült Államok) 1. "Everything Counts [In Larger Amounts]" (7:18) 2. "Work Hard [East End Remix]" (6:57) 12": Mute / L12Bong3 (Egyesült Királyság) 1. "Everything Counts" [7" Version] (3:58) 2. "New Life [Live]" (4:12) 3. "Boys Say Go! [Live]" (2:36) 4. "Nothing to Fear [Live]" (4:28) 5. "The Meaning of Love [Live]" (3:14) | CD (1991 Box Set): Mute / CDBong3 (Egyesült Királyság) 1. "Everything Counts" (3:58) 2. "Work Hard" (4:21) 3. "Everything Counts [In Larger Amounts/12“ Version]" (7:18) 4. "Work Hard [East End Remix]" (6:57) |

Megjegyzések
- A Depeche Mode tagjai 1983-ban: Dave Gahan, Martin Gore, Andy Fletcher, és Alan Wilder.
- Az "Everything Counts", "Nothing to Fear", és "The Meaning of Love" című dalokat Martin Gore írta.
- A "Work Hard" című dalt Martin Gore és Alan Wilder írta.
- A "New Life" és "Boys Say Go!" című dalt Vince Clarke írta.
- A dalokat a londoni Garden Studióban rögzítették.
- Az "Everything Counts" című dal keverése a berlini Hansa stúdióban történt.
- Gareth Jones volt a hangmérnök
- Az élő felvételeket 1982. október 25-én a londoni Hammersmith Odeon-ban rögzítették.

### 1989 (live) megjelenés
| 7": Mute / Bong16 (Egyesült Királyság) 1. "Everything Counts" (Live Full Version) (6:45) 2. "Nothing" (Live) (4:35) 12"/CD: Mute / 12Bong16 / CDBong16 (Egyesült Királyság) 1. "Everything Counts" (Live Single Version) (5:46) 2. "Nothing" (Live) (4:40) 3. "Sacred" (Live) (5:12) 4. "A Question of Lust" (Live) (4:12) 10": Mute / 10Bong16 (Egyesült Királyság) 1. "Everything Counts (Absolut Mix)" (6:04) 2. "Everything Counts (In Larger Amounts)" (7:18) 3. "Nothing" (US 7" Mix) (3:57) 4. "Everything Counts (Reprise)" (0:55) - - Track 3 is usually known as "Nothing (Remix Edit)" in the US. Limitált 12"/CD: Mute / L12Bong16 / LCDBong16 (Egyesült Királyság) 1. "Everything Counts (Remixed by Tim Simenon & Mark Saunders)" (5:32) 2. "Nothing (Remixed by Justin Strauss)" (7:01) 3. "Strangelove (Remixed by Tim Simenon & Mark Saunders)" (6:33) - - These remixes do not have any titles on the UK releases, but are often known as "Bomb the Bass Mix", "Zip Hop Mix" and "Highjack Mix", respectively. | CD (2004 Box Set): Mute / CDBong16X (Egyesült Királyság) 1. "Everything Counts (Live Single Version)" (5:46) 2. "Nothing (Live)" (4:35) 3. "Sacred (Live)" (5:12) 4. "A Question of Lust (Live)" (4:12) 5. "Everything Counts (Tim Simenon/Mark Saunders Remix)" (5:32) 6. "Nothing (Justin Strauss Remix)" (7:01) 7. "Strangelove (Tim Simenon/Mark Saunders Remix)" (6:33) 8. "Everything Counts (Absolut Mix)" (6:04) 9. "Everything Counts (12" Version) (7:21) 10. "Nothing" (US 7" Mix) (3:57) 11. "Everything Counts (Reprise)" (0:55) 7": Sire / 7-22993 (Egyesült Államok) 1. "Everything Counts (Live Radio Edit)" (4:50) 2. "Nothing (Live)" (4:35) 12": Sire / 0-21183 (Egyesült Államok) 1. "Everything Counts (Tim Simenon/Mark Saunders Remix)" (5:32) 2. "Everything Counts (Live Single Version)" (5:45) 3. "Nothing (Live)" (4:35) 4. "Everything Counts (Absolut Mix)" (6:04) 5. "Sacred (Live)" (5:12) 6. "A Question of Lust (Live)" (4:12) Kazetta: Sire / 4-22993 (Egyesült Államok) 1. "Everything Counts (Live Radio Edit)" (4:50) 2. "Nothing (Live)" (4:35) |

Megjegyzések
- A Depeche Mode tagjai 1989-ben: Dave Gahan, Martin Gore, Andy Fletcher, and Alan Wilder.
- Minden dalt Martin Gore írt.
- AZ élő felvételeket a Pasadena Rose Bowl-ban rögzítették 1988. június 18-án.
- Tim Simenon és Mark Saunders "Everything Counts" (The Bomb the Bass Mix) remixét a londoni Konk Stúdióban remixelték.
- Justin Strauss "Nothing" című remixeit (a "Zip Hop Mix" és a "Remix Edit") a New York-i Soundtracks Studioban remixelték.
- Tim Simenon és Mark Saunders "Strangelove" (The Highjack Mix) remixét a londoni Livingston Studiosban remixelték.
- Az "Everything Counts (Absolut Mix)"-t Alan Moulder a londoni Trident Stúdióban remixelte.

## Slágerlista
| Slágerlista (1983)                          | Legmagasabb helyezés |
| ------------------------------------------- | -------------------- |
| Írország (IRMA)                             | 15                   |
| Italy (Musica e dischi)                     | 17                   |
| Netherlands (Dutch Top 40 Tipparade)        | 10                   |
| Hollandia (Single Top 100)                  | 50                   |
| Svédország (Sverigetopplistan)              | 18                   |
| Svájc (Schweizer Hitparade)                 | 8                    |
| Egyesült Királyság (UK Singles Chart)       | 6                    |
| US Hot Dance Club Songs (Billboard)         | 17                   |
| Nyugat-Németország (Official German Charts) | 23                   |

| Slágerlista (1989)                          | Legmagasabb helyezés |
| ------------------------------------------- | -------------------- |
| Ausztria (Ö3 Austria Top 40)                | 26                   |
| Europe (Eurochart Hot 100 Singles)          | 25                   |
| Írország (IRMA)                             | 17                   |
| Hollandia (Single Top 100)                  | 89                   |
| Új-Zéland (Recorded Music NZ)               | 27                   |
| Spain (AFYVE)                               | 20                   |
| Svájc (Schweizer Hitparade)                 | 18                   |
| Egyesült Királyság (UK Singles Chart)       | 22                   |
| UK Indie (OCC)                              | 3                    |
| US Alternative Songs (Billboard)            | 13                   |
| US Hot Dance Club Songs (Billboard)         | 16                   |
| US Dance Singles Sales (Billboard)          | 18                   |
| Nyugat-Németország (Official German Charts) | 12                   |

| Slágerlista (1989)                    | Helyezés |
| ------------------------------------- | -------- |
| West Germany (Official German Charts) | 89       |

## Egyéb megjelenések, feldolgozások
A német Cinema Bizarre glam rock banda 2007-es Escape to the Stars című kislemezén az Everything Counts hangmintáit használta fel. 
2011-ben a dalt a kolumbiai Dicken Schrader és gyermekei Milah és Korben dolgozta fel DMK név alatt játékos eszközökkel. A YouTube videó 2012-ben terjedt el, és jelenleg több sláger található benne, mint a Depeche Mode remasterelt videójában.

A dal szerepel a Grand Theft Auto: Vice City Stories filmzenéjén. A dal a The Wave 103 rádiójában hallható.